# 線性無關
在線性代數裡，向量空間的一組元素中，若沒有向量可用有限個其他向量的線性組合所表示，则稱為線性無關或線性獨立（linearly independent），反之稱為線性相關（linearly dependent）。例如在三維歐幾里得空間R3的三個向量(1, 0, 0)，(0, 1, 0)和(0, 0, 1)線性無關。但(2, −1, 1)，(1, 0, 1)和(3, −1, 2)線性相關，因為第三個是前兩個的和。

## 定義
假設V是在域K上的向量空間。如果{\displaystyle \mathbf {v} _{1},\mathbf {v} _{2},\dots ,\mathbf {v} _{n}}是V的向量，若它們為線性相關，则在域K 中有非全零的元素{\displaystyle a_{1},a_{2},\dots ,a_{n}}，使得
{\displaystyle a_{1}\mathbf {v} _{1}+a_{2}\mathbf {v} _{2}+\cdots +a_{n}\mathbf {v} _{n}=\mathbf {0} }；
或更簡略地表示成，
{\displaystyle \sum _{i=1}^{n}a_{i}\mathbf {v} _{i}=\mathbf {0} }。
（注意右邊的零是V的零向量，不是K的零元素。）
如果K中不存在這樣的元素，那麼{\displaystyle \mathbf {v} _{1},\mathbf {v} _{2},\dots ,\mathbf {v} _{n}}是線性無關。
對線性無關可以給出更直接的定義。向量{\displaystyle \mathbf {v} _{1},\mathbf {v} _{2},\dots ,\mathbf {v} _{n}}線性無關，若且唯若它們滿足以下條件：如果{\displaystyle a_{1},a_{2},\dots ,a_{n}}是K的元素，適合：
{\displaystyle a_{1}\mathbf {v} _{1}+a_{2}\mathbf {v} _{2}+\cdots +a_{n}\mathbf {v} _{n}=\mathbf {0} }，
那麼對所有{\displaystyle i=1,2,\dots ,n}都有{\displaystyle a_{i}=0}。
在V中的一個無限集，如果它任何一個有限子集都是線性無關，那麼原來的無限集也是線性無關。
線性相關性是線性代數的重要概念，因為線性無關的一組向量可以生成一個向量空間，而這組向量則是這向量空間的基。

## 相關性
- 含有零向量的向量組，必定線性相關。

若有向量組{\displaystyle a_{1},a_{2},...,a_{s}}，其中{\displaystyle a_{1}=0}，則{\displaystyle a_{1}=0\cdot a_{2}+...+0\cdot a_{s}}。
- 含有兩個相等向量的向量組，必定線性相關。

若有向量組{\displaystyle a_{1},a_{2},...,a_{s}}，其中{\displaystyle a_{1}=a_{2}}，則{\displaystyle a_{1}=1\cdot a_{2}+0\cdot a_{3}+...+0\cdot a_{s}}。
- 若一向量組相關，則加上任意個向量後，仍然線性相關；即局部線性相關，整體必線性相關。
- 整體線性無關，局部必線性無關。
- 向量個數大於向量維數，則此向量組線性相關。
- 若一向量組線性無關，即使每一向量都在同一位置處增加一分量，仍然線性無關。
- 若一向量組線性相關，即使每一向量都在同一位置處減去一分量，仍然線性相關。
- 若{\displaystyle a_{1},a_{2},...,a_{s}}線性無關，而{\displaystyle b,a_{1},a_{2},...,a_{s}}線性相關，則{\displaystyle b}必可由{\displaystyle a_{1},a_{2},...,a_{s}}線性表示，且表示係數唯一。
- 有向量組{\displaystyle {\textrm {I}}\{a_{1},a_{2},...,a_{s}\}}和{\displaystyle {\textrm {II}}\{b_{1},b_{2},...,b_{t}\}}，其中{\displaystyle t>s}，且{\displaystyle {\textrm {II}}}中每個向量都可由{\displaystyle {\textrm {I}}}線性表示，則向量組{\displaystyle {\textrm {II}}}必線性相關。即向量個數多的向量組，若可被向量個數少的向量組線性表示，則向量個數多的向量組必線性相關。
- 若一向量組{\displaystyle b_{1},b_{2},...,b_{t}}可由向量組{\displaystyle a_{1},a_{2},...,a_{s}}線性表示，且{\displaystyle b_{1},b_{2},...,b_{t}}線性無關，則{\displaystyle t\leq s}。即線性無關的向量組，無法以向量個數較少的向量組線性表示。

## 例子1
设V = Rn，考虑V内的以下元素：
{\displaystyle {\begin{matrix}\mathbf {e} _{1}&=&(1,0,0,\ldots ,0)\\\mathbf {e} _{2}&=&(0,1,0,\ldots ,0)\\&\vdots \\\mathbf {e} _{n}&=&(0,0,0,\ldots ,1).\end{matrix}}}
则e1、e2、……、en是线性无关的。

### 证明
假设a1、a2、……、an是R中的元素，使得：
{\displaystyle a_{1}\mathbf {e} _{1}+a_{2}\mathbf {e} _{2}+\cdots +a_{n}\mathbf {e} _{n}=0.\,\!}
由于
{\displaystyle a_{1}\mathbf {e} _{1}+a_{2}\mathbf {e} _{2}+\cdots +a_{n}\mathbf {e} _{n}=(a_{1},a_{2},\ldots ,a_{n}),\,\!}
因此对于{1, ..., n}内的所有i，都有ai = 0。

## 例子2
设V是实变量t的所有函数的向量空间。则V内的函数et和e2t是线性无关的。

### 证明
假设a和b是两个实数，使得对于所有的t，都有：
aet + be2t = 0
我们需要证明a = 0且b = 0。我们把等式两边除以et（它不能是零），得：
bet = −a
也就是说，函数bet与t一定是独立的，这只能在b = 0时出现。可推出a也一定是零。

## 例子3
R4内的以下向量是线性相关的。
{\displaystyle {\begin{matrix}\\{\begin{bmatrix}1\\4\\2\\-3\end{bmatrix}},{\begin{bmatrix}7\\10\\-4\\-1\end{bmatrix}},{\begin{bmatrix}-2\\1\\5\\-4\end{bmatrix}}\\\\\end{matrix}}}

### 证明
我们需要求出标量{\displaystyle \lambda _{1}}、{\displaystyle \lambda _{2}}和{\displaystyle \lambda _{3}}，使得：
{\displaystyle {\begin{matrix}\\\lambda _{1}{\begin{bmatrix}1\\4\\2\\-3\end{bmatrix}}+\lambda _{2}{\begin{bmatrix}7\\10\\-4\\-1\end{bmatrix}}+\lambda _{3}{\begin{bmatrix}-2\\1\\5\\-4\end{bmatrix}}={\begin{bmatrix}0\\0\\0\\0\end{bmatrix}}.\end{matrix}}}
可以形成以下的方程组：
{\displaystyle {\begin{aligned}\lambda _{1}&\;+7\lambda _{2}&&-2\lambda _{3}&=0\\4\lambda _{1}&\;+10\lambda _{2}&&+\lambda _{3}&=0\\2\lambda _{1}&\;-4\lambda _{2}&&+5\lambda _{3}&=0\\-3\lambda _{1}&\;-\lambda _{2}&&-4\lambda _{3}&=0\\\end{aligned}}}
解这个方程组（例如使用高斯消元法），可得：
{\displaystyle {\begin{aligned}\lambda _{1}&=\lambda _{1}\\\lambda _{2}&=(-\lambda _{1})/3\\\lambda _{3}&=(-2\lambda _{1})/3.\\\end{aligned}}}
由于它们都是非平凡解，因此这些向量是线性相关的。